# سيندي أرليت كونتريراس باوتيستا
سيندي أرليت كونتريراس باوتيستا (بالإسبانية: Arlette Contreras)‏ هي محامية وناشطة نسوية بيروفية، حصلت على  جائزة المرأة الدولية للشجاعة، وأدرجت أيضا في قائمة تايم 100 لأكثر الناس تأثيرا.